# Священная артель
Священная артель — преддекабристская организация, начало которой положило юношеское общество мечтателей «Чока» (1810—1812), в котором самому старшему было восемнадцать лет, а президентом его был Николай Муравьёв.
Когда в 1810 году Николай Муравьёв познакомился с сочинением Руссо, он выдумал, как  о сем писал в своих «Записках»

…удалиться чрез пять лет на какой-нибудь остров, населенный дикими, взять с собою надежных
товарищей, образовать жителей острова и составить новую республику, для чего товарищи мои обязывались быть мне помощниками. Сочинив и изложив на бумагу законы, я уговорил следовать со мною Артамона Муравьева, Матвея Муравьева-Апостола и двух Перовских, Льва и Василия, которые тогда определились колонновожатыми… Затем были учреждены настоящие собрания и введены условные знаки для узнавания друг друга при встрече. Положено было взяться правою рукою за шею и топнуть ногой; потом, пожав товарищу руку, подавить ему ладонь средним пальцем и взаимно произнести друг другу на ухо слово «Чока». Слово «Чока» означало Сахалин. Именно этот остров был выбран членами общества по совету Сенявина и Перовского-старшего для организации на нём республики по планам «Социального договора» Руссо… Вступивший к нам юнкер конной гвардии Сенявин должен был заняться флотом.
Отечественная война 1812 года прервала жизнь тайного общества «Чока».
Священная артель начала существовать как кружок А. Н. Муравьёва и И. Г. Бурцова в 1814 году, на квартире в Средней Мещанской улице. Вскоре к ним присоединился Михаил Муравьёв. После заграничного похода 1815 года «артельщики» собирались в доме генеральши Христовской на Грязной улице, где с 1815 года и жили члены артели. Позже к этому кружку присоединились лицеисты — И. И. Пущин, В. Д. Вольховский, А. А. Дельвиг, В. К. Кюхельбекер.
«Священная артель» была хорошо законспирированной организацией и осталась неизвестной следствию над декабристами: в следственных материалах она прямым образом не отражена.
В известных «Записках о Пушкине» И. И. Пущин писал:

Ещё в лицейском мундире я был частым гостем артели, которую тогда составляли Муравьевы (Александр и Михайло), Бурцов, Павел Калошин и Семёнов. С Калошиным я был в родстве. Постоянные наши беседы о предметах общественных, о зле существующего у нас порядка вещей и о возможности изменения, желаемого многими в тайне, необыкновенно сблизили меня с этим мыслящим кружком; я сдружился с ним, почти жил в нём. Бурцов, которому я больше высказывался, нашёл, что по мнениям и убеждениям моим, вынесенным из Лицея, я готов для дела. На этом основании он принял в общество меня и Вольховского, который, поступив в гвардейский генеральный штаб, сделался его товарищем по службе. 
В кружке, по восстановленной Ю. Н. Тыняновым зачёркнутой строке в дневнике В. К. Кюхельбекера , участвовали ещё Пётр Калошин, Михаил Пущин, Александр Рачинский.
А. Е Розен в своих «Записках» тоже отметил нескольких членов артели:

Не имея никакой помощи из родительского дома, жил он <Вольховский> чрезвычайно умеренно и расчётливо в артели с Бурцевым, Семёновым, Искрицким и Калошиным…— Записки декабриста, СПб., 1907
Пётр Колошин в письме Николаю Муравьёву 15 июня 1817 года, посылая ему артельную песнь также упоминает в числе членов артели Семёнова.